# A Child of the Ghetto
A Child of the Ghetto é um filme mudo norte-americano de 1910 em curta-metragem, do gênero drama, dirigido por D. W. Griffith. O filme foi produzido e distribuído por Biograph Company. Cópia do filme encontra-se conservada na Biblioteca do Congresso dos Estados Unidos.